# 永享之乱
永享之乱是发生在永享10年（1438年）的镰仓公方足利持氏反叛室町幕府的事件。
1425年，第四代幕府将军足利义持去世，因为无人继嗣，足利义持之弟足利义教被拥立为将军，足利持氏对此不满。1438年，足利持氏擅自为嫡子贤王丸足利义久元服，关东管领上杉宪实进谏，不纳，反出兵讨伐上杉宪实。幕府借此机会出兵讨伐足利持氏，削弱关东公家势力。后来足利持氏叛乱失败，不久后自杀。